# Campi (Korsika)
Campi ist eine französische Gemeinde mit 19 Einwohnern (1. Januar 2022) auf der Insel Korsika. Sie gehört zum Arrondissement Corte und zum 2008 gegründeten Gemeindeverband Oriente.

## Geografie
Die kleine Gemeinde liegt in den Bergen im Osten Korsikas. Der kleine Ort selbst besteht aus wenigen Häusern an einer Straße auf einem schmalen Bergsporn auf etwa 510 Metern Meereshöhe zwischen den Tälern der Bergbäche Tofo und Piedivallo. Die beiden Bäche vereinigen sich westlich des Ortes kurz vor der Mündung in die Bravona, die in Richtung Südosten zum Meer fließt. Ein Punkt am orografisch linken Ufer der Bravona im Südwesten der Gemeinde markiert mit 199 Metern über dem Meer den niedrigsten Punkt, der Mont Sant’Appiano im Westen des Gemeindeareals mit 1093 Metern den höchsten Punkt. Der Berg fällt zur Küstenebene im Osten steil ab.
Campi ist durch eine Straße mit den Nachbardörfern Moïta und Tox verbunden, über den 697 Meter hoch gelegenen Col de San Gavino auch mit den Dörfern Pietra-di-Verde und Chiatra.
Nachbargemeinden von Campi sind Pietra-di-Verde im Nordosten, Canale-di-Verde und Linguizzetta im Osten (Berührungspunkt von fünf Gemeinden), Tox im Süden, Zalana im Westen sowie Moïta im Nordwesten.

## Bevölkerungsentwicklung
| Jahr      | 1962 | 1968 | 1975 | 1982 | 1990 | 1999 | 2011 | 2021 |
| Einwohner | 76   | 78   | 42   | 40   | 32   | 28   | 18   | 19   |

Im Jahr 1836 wurde mit 348 Bewohnern die bisher höchste Einwohnerzahl ermittelt. Die Zahlen basieren auf den Daten von cassini.ehess und INSEE.

## Sehenswürdigkeiten
- Kirche Mariä Himmelfahrt (Église de l’Assomption)[3]
- Kapelle San Cervone[4]

## Wirtschaft
Auf dem Gemeindegebiet gelten kontrollierte Herkunftsbezeichnungen (AOC) für Brocciu-Käse, Honig (Miel de Corse - Mele di Corsica), Olivenöl (Huile d’olive de Corse - Oliu di Corsica), Kastanienmehl (Farine de châtaigne corse - Farina castagnina corsa) und Wein (Vin de Corse oder Corse blanc, rosé und rouge) sowie geschützte geographische Angaben (IGP) für Clementinen (Clémentine de Corse) und Wein (Ile de Beauté blanc, rosé oder rouge und Méditerranée blanc, rosé und rouge).

## Belege
1. ↑  Campi auf cassini.ehess
2. ↑  Campi auf INSEE.
3. ↑  Bild der Kirche. Abgerufen am 1. Januar 2011.
4. ↑  Bild der Kapelle. Abgerufen am 1. Januar 2011.
5. ↑  Le village de Campi. In: Annuaire-Mairie.fr. Abgerufen am 8. Juli 2012 (französisch).